# Beyeria viscosa
Beyeria viscosa là một loài thực vật có hoa trong họ Đại kích. Loài này được (Labill.) Miq. mô tả khoa học đầu tiên năm 1844.